# 2019年の韓国シリーズ
2019年の韓国シリーズは、斗山ベアーズとキウム・ヒーローズとの対戦で開催された。

## 第1戦
10月22日
|                    | 1 | 2 | 3 | 4 | 5 | 6 | 7 | 8 | 9  | R | H  | E |
| ------------------ | - | - | - | - | - | - | - | - | -- | - | -- | - |
| キウム・ヒーローズ | 1 | 0 | 0 | 0 | 0 | 3 | 2 | 0 | 0  | 6 | 9  | 3 |
| 斗山ベアーズ       | 0 | 2 | 0 | 4 | 0 | 0 | 0 | 0 | 1x | 7 | 12 | 1 |

- 勝利投手-李庸燦、ホールド投手-李賢承、敗戦投手-呉周原
- 1次戦MVP - 斗山・呉在一、 5打数2安打1打点(9回裏さよならヒット)
- 斗山・呉在一、韓国シリーズ歴代9回目のさよならヒット(PS歴代30回目)
- 斗山・金泰亨監督、韓国シリーズ歴代5回目の退場(PS 7回目退場/理由-ビデオ判定結果への抗議)

初戦で斗山がジョシュ・リンドブロム、キウムはエリック・ヨキシュがそれぞれ先発登板した。1回表2死2塁から朴炳鎬のタイムリーヒットでキウムが先制したが、斗山が2回裏1死満塁で金宰鎬の押し出しフォアボールと朴世爀のタイムリーヒットで2得点して逆転に成功した。さらに4回には再び金宰鎬の適時打などで4点を得た。しかしリンドブロム降板後に斗山救援陣がつかまり、7回には宋成文の2打点適時打で同点を許す。そして斗山9回裏に朴健祐が遊撃手の失策で出塁したことに始まる1アウト満塁のチャンスで、呉在一がセンターオーバーのさよなら安打を打ち試合を決めた。

## 第2戦
10月23日
|                    | 1 | 2 | 3 | 4 | 5 | 6 | 7 | 8 | 9  | R | H | E |
| ------------------ | - | - | - | - | - | - | - | - | -- | - | - | - |
| キウム・ヒーローズ | 1 | 1 | 0 | 0 | 0 | 3 | 0 | 0 | 0  | 5 | 9 | 1 |
| 斗山ベアーズ       | 0 | 0 | 0 | 2 | 0 | 0 | 0 | 1 | 3x | 6 | 9 | 1 |

- 勝利投手-金承會、ホールド投手-曺尚佑 梁賢 李榮浚、敗戦投手-韓賢熙、本塁打-呉在一(4回2点)
- 2次戦MVP - 斗山・朴健祐、 5打数2安打1打点(9回裏さよならヒット)
- 斗山・朴健祐、韓国シリーズ歴代10回目のさよならヒット(PS歴代31回目)
- 斗山、韓国シリーズ史上初二日連続さよなら勝利(PS歴代3回目)

2次戦で斗山は李映河、キウムは李承鎬がそれぞれ先発登板した。 斗山は2点を追う4回、2死1塁から呉在一の本塁打で同点を作り出す。しかし6回に李知栄らの連続適時打を受けて3点を奪われ、李映河がノックアウトされた。そして8回裏に1得点した後の9回裏では呉周原を相手に無死2・3塁のチャンスを作り、継投した韓賢熙から金宰鎬の適時打と金仁泰の犠牲フライで再び同点に追いついた。その後暴投が発生して1死2塁になった状況で朴健祐がさよなら安打を打ち、斗山が1次戦に続き2次戦まで劇的な勝利を演出しシリーズ2勝を記録するのに成功した。

## 第3戦
10月25日
|                    | 1 | 2 | 3 | 4 | 5 | 6 | 7 | 8 | 9 | R | H | E |
| ------------------ | - | - | - | - | - | - | - | - | - | - | - | - |
| 斗山ベアーズ       | 0 | 0 | 4 | 0 | 0 | 0 | 0 | 1 | 0 | 5 | 8 | 0 |
| キウム・ヒーローズ | 0 | 0 | 0 | 0 | 0 | 0 | 0 | 0 | 0 | 0 | 4 | 2 |

- 勝利投手-セス・フランコフ、セーブ投手-李庸燦、敗戦投手-ジェイク・ブリガム、本塁打-朴健祐(3回2点)
- 3次戦MVP - 斗山・朴世爀、 2打数2安打2打点2四球(3回表決勝1打点3塁打)、韓国シリーズ歴代3回目先発捕手3塁打(PS 6回目)
- 斗山、韓国シリーズ歴代5回目のチームサイクルヒット(3回表-朴世爀3塁打、朴健祐本塁打、金宰煥短打、呉在一2塁打/ PS 5回目)
- 斗山・金宰煥、韓国シリーズ一試合最多三振(4個)タイ(KS 7回目、PS 4回目)

舞台を高尺スカイドームに移して行われた3次戦でキウムはジェイク・ブリガム、斗山はセス・フランコフがそれぞれ先発登板した。 この試合は終始流れが斗山にあり、斗山は3回表無死1塁から朴世爀が3塁打を打ち先制。その後も連打で合計4得点を記録した。また先発のフランコフは4回裏の2死満塁で金熊斌を三振に抑えるなど6回まで相手に得点を与えなかった。そして8回表2死3塁では再び朴世爀のタイムリーヒットで許敬民が生還し追加点を挙げる。9回裏には李庸燦が相手の反撃を断ち3連勝を収めた。

## 第4戦
10月26日
|                    | 1 | 2 | 3 | 4 | 5 | 6 | 7 | 8 | 9 | 10 | R  | H  | E |
| ------------------ | - | - | - | - | - | - | - | - | - | -- | -- | -- | - |
| 斗山ベアーズ       | 0 | 3 | 0 | 1 | 5 | 0 | 0 | 0 | 0 | 2  | 11 | 14 | 3 |
| キウム・ヒーローズ | 2 | 6 | 0 | 0 | 0 | 0 | 0 | 0 | 1 | 0  | 9  | 12 | 0 |

- 勝利投手-李庸燦、ホールド投手-李炯範 李賢承 尹明準、セーブ投手-裵英洙、敗戦投手-ジェイク・ブリガム
- 4次戦MVP - 斗山・呉載元、5打数3安打3打点
- キウム、ポストシーズンチーム最多投手出場新記録(11人)
- 斗山・金宰煥、韓国シリーズ最多四死球タイ記録(3個、18回目)
- 斗山・裵英洙、韓国シリーズ最多出場試合新記録(24試合),韓国シリーズ歴代最高齢セーブ新記録(満38才5ヶ月22日)
- 韓国シリーズ一試合最多2塁打新記録(9個-キウム4個、斗山5個)
- ポストシーズン一試合最多投手出場新記録(20人-キウム11人、斗山9人)

3連勝で王手をかけている斗山は柳熙寬が、後がないキウムは崔原態が先発。斗山は初回に2失点するが直後の回に2死から4打者連続安打で3点を奪って逆転した。しかしその裏に柳熙寬が崩れ、李政厚のスクイズバントなどを受け6失点。その後は4回表2死1塁で許敬民の1打点2塁打で1点を返し、5回表には10人の打者が打席に入って安打4個と四死球3個で5得点し勝ち越しに成功する。その後継投した李炯範、李賢承、尹明準の三人はいずれも追加点を与えなかった。9回2死満塁から失策により同点を許し、試合が降り出しに戻されたが、直後の2死3塁で呉在一の1打点2塁打と金宰煥のタイムリーヒットで2得点し再びリードをとる。その裏は1死から裵英洙が登板し、最後の打者となったジェリー・サンズを投ゴロに打ち取って斗山が4戦全勝による3年ぶり6回目の総合優勝を決定付けた。
- 韓国シリーズMVP:斗山・呉在一 - 18打数6安打(打率.333) 1ホームラン6打点(1次戦9回裏さよならヒット、4次戦10回表決勝1打点2塁打)